# Linum heterosepalum
Linum heterosepalum är en linväxtart som beskrevs av Eduard August von Regel. Linum heterosepalum ingår i släktet linsläktet, och familjen linväxter. Inga underarter finns listade i Catalogue of Life.